# Titus Statius Praetuttianus
Titus Statius Praetuttianus (vollständige Namensform Titus Statius Titi filius Velina Praetuttianus) war ein im 2. Jahrhundert n. Chr. lebender Angehöriger des römischen Ritterstandes (Eques).
Durch eine Inschrift, die in Interamnia Praetuttiorum gefunden wurde und die auf 101/200 datiert wird, ist belegt, dass Praetuttianus Kommandeur von zwei Auxiliareinheiten war. Zunächst war er Präfekt der Cohors II Breucorum, die in der Provinz Mauretania Caesariensis stationiert war. Danach wurde er Tribunus der Cohors II Hispanorum equitata civium Romanorum.
Praetuttianus war in der Tribus Velina eingeschrieben. Die Inschrift wurde durch seinen Bruder Gaius Statius Praetuttianus errichtet.

## Cohors II Hispanorum
Margaret M. Roxan ordnet Praetuttianus der Cohors II Hispanorum zu, die in der Provinz Mauretania Tingitana stationiert war. John Spaul ordnet ihn dagegen der Cohors II Hispanorum zu, die in der Provinz Galatia et Cappadocia stationiert war. Michael Alexander Speidel hält es für möglich, dass er Kommandeur der Cohors II Hispanorum war, die in Galatia et Cappadocia stationiert war.